# Litwa na Zimowych Igrzyskach Olimpijskich 1998
Litwę na Zimowych Igrzyskach Olimpijskich 1998 reprezentowało siedmioro zawodników.

## Skład reprezentacji Litwy

### Biathlon

#### Mężczyźni
| Zawodnik         | Konkurencja       | Czas      | Ilość pudeł | Pozycja | Źródło |
| ---------------- | ----------------- | --------- | ----------- | ------- | ------ |
| Liutauras Barila | Sprint            | 31:23.7   | 5 (4+1)     | 59.     | [ 1 ]  |
| Liutauras Barila | Bieg indywidualny | 1:02:12.2 | 5 (1+0+3+1) | 43.     | [ 2 ]  |

### Biegi narciarskie

#### Kobiety
| Zawodnik            | Konkurencja             | Strata na starcie | Czas      | Pozycja | Źródło |
| ------------------- | ----------------------- | ----------------- | --------- | ------- | ------ |
| Kazimiera Strolienė | 5 km stylem klasycznym  | —                 | 21:17.5   | 76.     | [ 3 ]  |
| Kazimiera Strolienė | Bieg łączony (5+10 km)  | +3:40             | 38:44.3   | 68.     | [ 4 ]  |
| Kazimiera Strolienė | 15 km stylem dowolnym   | —                 | 58:48.3   | 64.     | [ 5 ]  |
| Kazimiera Strolienė | 30 km stylem klasycznym | —                 | 1:40:57.9 | 55.     | [ 6 ]  |

#### Mężczyźni
| Zawodnik            | Konkurencja             | Strata na starcie | Czas      | Pozycja | Źródło |
| ------------------- | ----------------------- | ----------------- | --------- | ------- | ------ |
| Ričardas Panavas    | 10 km stylem klasycznym | —                 | 29:24.1   | 30.     | [ 7 ]  |
| Vladislavas Zybaila | 10 km stylem klasycznym | —                 | 30:09.9   | 44.     | [ 7 ]  |
| Ričardas Panavas    | Bieg łączony (10+15 km) | +2:00             | 45:12.3   | 42.     | [ 8 ]  |
| Vladislavas Zybaila | Bieg łączony (10+15 km) | +2:45             | 46:12.9   | 51.     | [ 8 ]  |
| Ričardas Panavas    | 30 km stylem dowolnym   | —                 | 1:41:15.6 | 30.     | [ 9 ]  |
| Vladislavas Zybaila | 30 km stylem dowolnym   | —                 | DNF       | DNF     | [ 9 ]  |
| Vladislavas Zybaila | 50 km stylem klasycznym | —                 | 2:23:34.6 | 51.     | [ 10 ] |
| Ričardas Panavas    | 50 km stylem klasycznym | —                 | DNF       | DNF     | [ 10 ] |

### Łyżwiarstwo figurowe

#### Pary taneczne
| Zawodnik                            | 1. taniec obowiązkowy  | 1. taniec obowiązkowy | 1. taniec obowiązkowy | 2. taniec obowiązkowy  | 2. taniec obowiązkowy | 2. taniec obowiązkowy | Taniec oryginalny      | Taniec oryginalny | Taniec oryginalny | Program dowolny        | Program dowolny | Program dowolny | Suma punktów | Pozycja | Źródło |
| Zawodnik                            | Oceny                  | Pozycja               | Punkty                | Oceny                  | Pozycja               | Punkty                | Oceny                  | Pozycja           | Punkty            | Oceny                  | Pozycja         | Punkty          | Suma punktów | Pozycja | Źródło |
| ----------------------------------- | ---------------------- | --------------------- | --------------------- | ---------------------- | --------------------- | --------------------- | ---------------------- | ----------------- | ----------------- | ---------------------- | --------------- | --------------- | ------------ | ------- | ------ |
| Margarita Drobiazko Povilas Vanagas | 6 sędziów - 9+ pozycja | 8.                    | 1,6 pkt               | 8 sędziów - 9+ pozycja | 9.                    | 1,8 pkt               | 8 sędziów - 8+ pozycja | 8.                | 4,8 pkt           | 8 sędziów - 8+ pozycja | 8.              | 8 pkt           | 16,2 pkt     | 8.      | [ 11 ] |

### Narciarstwo alpejskie

#### Mężczyźni
| Zawodnik      | Konkurencja | Czas    | Pozycja | Źródło |
| ------------- | ----------- | ------- | ------- | ------ |
| Linas Vaitkus | Zjazd       | 1:56.22 | 25.     | [ 12 ] |

| Zawodnik      | Konkurencja | Slalom | Slalom | Slalom      | Slalom  | Zjazd | Zjazd   | Suma czasów      | Pozycja          | Źródło |
| Zawodnik      | Konkurencja | 1      | 2      | Suma czasów | Pozycja | Czas  | Pozycja | Suma czasów      | Pozycja          | Źródło |
| ------------- | ----------- | ------ | ------ | ----------- | ------- | ----- | ------- | ---------------- | ---------------- | ------ |
| Linas Vaitkus | Kombinacja  | 58.93  | DNF    | DNF         | DNF     | NQ    | NQ      | Nieklasyfikowany | Nieklasyfikowany | [ 13 ] |